# Tarnawka (rejon starosamborski)
Tarnawka (ukr. Тарнавка) – wieś w rejonie samborskim (wcześniej w rejonie starosamborskim) obwodu lwowskiego Ukrainy. Miejscowość liczy około 212 mieszkańców. Podlega murowańskiej silskiej radzie.